# كايل كوش
كايل كوش هو لاعب كرة القدم الكندية كندي، ولد في 10 ديسمبر 1984 في كينورا في كندا.